# Bodil Bryntesson
Bodil Bryntesson, född 1973, är en svensk författare och skribent i samhällsfrågor. Hon har bland annat författat flera kritiska skrifter runt feminismen, utgivna av Timbro. Bryntesson har beskrivits som "högerdebattör".

## Biografi
I mitten av 1990-talet studerade Bryntesson svenska vid Stockholms universitet.
Bryntesson skrev under 1990- och 2000-talet flera böcker och skrifter omkring feminism och bostadspolitik, ofta utgivna på Timbro. i sin bok Feminismens offer från 1997 diskuterade hon feminismens historia och försökte visa hur den då dominerande feministiska aktivismen var tätt knuten till den politiska vänstern.
Via en enkätundersökning 1995, bland 600 kvinnliga elever på tre gymnasieskolor, noterade hon en svag feministisk medvetenhet. Bryntesson ansåg de unga gymnasisterna förknippade en feministisk etikett med att betrakta sig som underordnad (se könsmaktsordningen). Detta var vid en tid då ledande feministiska företrädare i Sverige tillhörde en annan generation. Hon menade därmed att den politiska borgerligheten hade en outnyttjad potential i en väljarskara som inte kände sig hemma i 1990-talets politiska företrädare inom kvinnorörelsen. Bland annat tog Kristdemokraternas Ulla-Britt Hagström 1998 Bryntessons skrift som intäkt för att även KD kunde etablera sig som ett feministiskt parti – i det här fallet ett etiskt feministiskt parti.
2002 kom Bryntesson med PR i nytt medielandskap, en bok om marknadsföring i det 21:a seklet.

### Böcker
- Feminismens offer. Stockholm: Timbro. 1997. ISBN 9175663473
- Bostadsmarknaden: allt utom marknad. Stockholm: Timbro. 2001. ISBN 9175664968
- Bryntesson, Bodil; Hammarlind Folke, Sammeli Carl Fredrik (2002). PR i nytt medielandskap. Malmö: Liber ekonomi. ISBN 9147063319

### Övriga texter/häften
- Jämställdhet, men inte feminism: 600 unga kvinnor om kvinnosaken. Rapport / Timbro, 1103-7644 ; 1995:17. Stockholm: Timbro. 1995. Libris 2110099
- Bryntesson, Bodil; Röttorp Andreas (1996). Könskampen inställd p g a jämställdhet. Rapport / Timbro, 1103-7644 ; 1996:11. Stockholm: Timbro. Libris 2181502
- BA - Transportkonflikten i media 1996. Stockholm: Näringslivets mediainstitut. 1997. Libris 2359010